# Katedrála Sé ve Funchalu
Katedrála Nanebevzetí Panny Marie v Sé (portugalsky Sé Catedral de Nossa Senhora da Assunção) stojí ve farnosti Sé ve Funchalu. Byla zbudována v létech 1493 až 1518. Stavbu inicioval portugalský král Manuel I. Přípravou byl pověřen architekt Pêro Anes.
Stavba byla dokončena roku 1514, ale při povýšení Funchalu na město zde již byla sloužena mše roku 1508. Některé detaily, a také zvonice, byly dokončeny až roku 1518.
Kostel vlastní stříbrný procesní kříž věnovaný Manuelem I. Na interiér bylo použito místní madeirské dřevo.
Vedle katedrály je dnes umístěna socha papeže Jana Pavla II. Původně byla instalována ve městě blíže k nábřeží.